# كلايف تانر
كلايف تانر هو سياسي كندي، ولد في 7 يناير 1934 في المملكة المتحدة. حزبياً، نشط في الحزب الليبرالي في يوكون ‏.